# Journal of Unsolved Questions
Das Journal of Unsolved Questions, kurz JUnQ, ist eine begutachtete zugangsoffene wissenschaftliche Fachzeitschrift, die Nullresultate aus verschiedenen wissenschaftlichen Fachbereichen veröffentlicht. Sie erscheint halbjährlich und hat ihren Sitz in Mainz.

## Geschichte
Negative Resultate und Nullresultate werden oft nicht von wissenschaftlichen Zeitschriften publiziert, was dazu führt, dass andere Wissenschaftler die Arbeit ihrer Kollegen wiederholen. Um diesen Publikationsbias auszugleichen und Nullresultate öffentlich zugänglich zu machen, haben Wissenschaftler der Johannes Gutenberg-Universität Mainz im Jahr 2011 das Journal of Unsolved Questions gegründet.